# Don Larsen

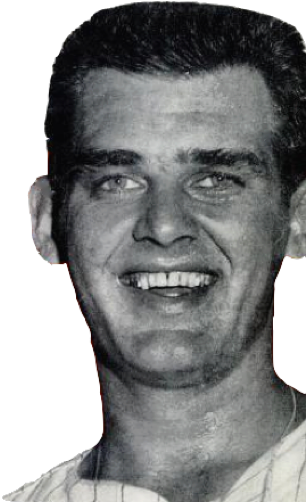
Don Larsen 1956.

Don James Larsen, född 7 augusti 1929 i Michigan City i Indiana, död 1 januari 2020 i Hayden i Idaho, var en amerikansk professionell basebollspelare som spelade för bland annat New York Yankees. Larsen var pitcher.
Larsen är den enda pitcher som någonsin kastat en så kallad perfect game i World Series, detta skedde 1956.